# Lleidatanisme
El lleidatanisme és una postura sociològica que despertà força interès en l'època de la transició democràtica, quan hi hagué un increment dels estudis sobre la Lleida de postguerra, per bé que les primeres manifestacions del lleidatanisme s'observen al primer terç del segle xx. La seva vinculació amb la mentalitat provinciana, sorgida al seu torn de l'artificiosa divisió territorial que suposà l'ordenació d'Espanya segons la divisió territorial de 1833 —el provincialisme, segons Josep Vallverdú— és prou clara.
| «                                 | A conseqüència d'una determinada quadriculació administrativa, […] es produeix la mentalitat de “província”, […] la buidor crítica […] per tal com manca d'horitzons amplis i redueix el món a una petita franja de terreny i al joc de virregnats en situacions provincials i municipals. El mateix s'esdevé amb la cultura [...] | » |
| — Josep Vallverdú, 1964, p. 17-19 | |   |

## Característiques
La condició provinciana de Lleida i la realitat de caràcter perifèric que s'experimentà en aquestes contrades estan estretament vinculades. Ara bé, aquesta situació no és quelcom exclusiu d'aquest àmbit territorial, sinó que en altres indrets de la Península s'han observat correlacions similars, essent el cas més evident el que Joan Fuster descriví a Nosaltres, els valencians. El retrat del provincianisme valencià, el ressentiment i, sobretot, la frustració observada a través de la mirada crítica i severa de Fuster ens resulten clarament familiars i molts són els punts de contacte, per bé que les diferències amb el lleidatanisme també són visibles.
Una de les diferències més importants la trobem en la tipologia del joc dialèctic: el provincianisme valencià arrela en la relació de dependència exclusivament mantinguda amb Madrid d'ençà de la decadència del Regne de València; mentre que en el cas lleidatà, Josep Vallverdú defineix l'existència del lleidatanisme “sempre enfront de Barcelona. És a dir, el lleidatanisme es produeix, en les seves formes més virulentes, perquè existeix Barcelona, i només per aquest motiu".
Tant Josep Vallverdú com l'artista gràfic Enric Crous-Vidal consideren que el lleidatanisme es comprèn essencialment amb relació a la ciutat comtal, però la situació no és tan maniquea com podria semblar, i cal entendre el de Lleida com un provincianisme de caràcter multifocal.
Per bé que Barcelona n'és l'interlocutor principal, no es pot obviar que el provincianisme lleidatà també mirava cap a Madrid en el que es podria considerar una versió de l'estrabisme moral que definí Fuster: mentre un ull mira a Barcelona i es deixa enlluernar, l'altre procura controlar els moviments d'altres localitats destacades en l'òrbita de Barcelona i es continua parant l'orella a les instruccions que, a través de la Diputació provincial, podien arribar des de Madrid. Aquesta multiplicitat de punts d'atenció col·labora en la definició dels trets distintius de la relació entre Lleida i els seus principals centres d'influència, la qual esdevé més volàtil, menys orbitant i directament dependent o sucursalista que la que s'observa en el cas valencià. A més, cal mencionar que Fuster considera tot el País Valencià com un territori perifèric, sotmès a ulls clucs a la voluntat de Madrid; mentre que pràcticament totes les observacions sobre el lleidatanisme coincideixen que difícilment es pot observar aquesta actitud fora del que seria la ciutat de Lleida. El lleidatanisme és quelcom molt particular on també hi té un paper destacable el factor de la distància —física i espiritual— respecte als principals pols, que col·labora en la definició d'un fenomen essencialment local malgrat s'hagin pogut observar mostres puntuals d'inquietuds equiparables fins a certa instància al lleidatanisme.
Ambdós posicionaments semblen encegats per la frustració que suposa la incapacitat de superar la inèrcia dominant dels seus centres d'influència, en un cercle viciós difícil d'estroncar. La resposta no és altra que la gestació esporàdica de reaccions anti centralistes combinades amb episodis de passió localista, de caràcter eminentment folklòric i de poca volada, tant per la poca qualitat intrínseca com per la seva condició d'acte poc reflexiu. En el cas valencià, aquesta postura no ha cristal·litzat o no s'ha considerat com quelcom amb una certa unitat o consciència d'actuació, situació que sí que s'ha esdevingut en el cas lleidatà. Heus aquí el lleidatanisme, l'exudació del desassossec que proporciona la visió de la ciutat carrinclonament estimada, el prisma a través del qual s'aprehèn la condició perifèrica de Lleida i s'intenta despertar consciències, per bé que sovint és eclipsat pel discurs autocomplaent. Entenem aquesta actitud com un catalitzador de la realitat local lleidatana fins al primer franquisme, quan el procés es pervertí fins al grotesc i se'n destil·là quelcom sensiblement diferent amb el que no ens hem de confondre, el leridanismo.
El lleidatanisme no és una postura programàtica, ni homogènia, ni generalitzada, de la mateixa manera que no té un desplegament sistemàtic. La seva construcció i militància foren a càrrec d'unes elits locals, que se serviren de la premsa com a mecanisme d'amplificació dels seus pensaments, sempre a cavall de l'actualitat local. Tot i la diversitat observada, la revisió de la premsa periòdica local ens ha permès diferenciar diverses faccions dins del discurs lleidatanista, tenint en compte específicament en aquelles manifestacions relacionades directament amb la temàtica cultural i sense oblidar les postures crítiques amb la macrocefàlia catalana i el centralisme barceloní.

## Impulsors
Un dels principals impulsors del lleidatanisme més apassionat fou Manuel Herrera i Ges. La seva trajectòria d'activista cultural local concorda plenament amb la passió que traspuen molts dels seus articles d'opinió, els quals tenien per clar objectiu sacsejar la consciència dels lectors per tal d'engrescar-los a ells també en la seva croada particular. Herrera és probablement una de les veus més visibles d'aquest lleidatanisme tremendament passional, però no l'única. Els textos que apel·len a l'estimació del propi territori se succeeixen amb gran freqüència a la premsa escrita, on hi trobem des de simples textos carregats d'estimació i de poca volada fins a algun discurs més elaborat.